# Kimmo Yliriesto
Kimmo Yliriesto (Rovaniemi, 28 gennaio 1983) è un ex saltatore con gli sci finlandese.

## Biografia
In Coppa del Mondo esordì il 3 dicembre 2000 a Kuopio (56°) e ottenne l'unico podio il 27 gennaio 2002 a Sapporo (3°). Non partecipò né a rassegne olimpiche né iridate.

## Palmarès

### Mondiali juniores
- 2 medaglie:
  - 1 oro (gara a squadre a Karpacz/Szklarska Poręba 2001)
  - 1 bronzo (gara a squadre a Štrbské Pleso 2000)

### Coppa del Mondo
- Miglior piazzamento in classifica generale: 44º nel 2002
- 1 podio (a squadre):
  - 1 terzo posto